# 朝吹南
朝吹 南（あさぶき みなみ、7月31日 - ）は、元宝塚歌劇団月組の娘役。宝塚歌劇団73期生、同期は匠ひびき、えまおゆう、天海祐希、姿月あさと。
埼玉県浦和市（現・さいたま市）、埼玉県立浦和第一女子高等学校出身。身長162cm。宝塚時代の愛称は、ようこ。

## 略歴
- 1985年 - 宝塚音楽学校に入学。
- 1987年 - 73期生として宝塚歌劇団に入団。入団時の成績は42人中34番[1]。「宝塚をどり讃歌」で初舞台。同年月組に配属される。
- 1988年5月 - 「南の哀愁」の新人公演にて初ヒロインに抜擢される。
- 1991年11月 - 宝塚バウホール公演「たとえばそれは瞳の中の嵐のように」で、初ヒロインに抜擢される。
- 1994年4月27日[1] - 「風と共に去りぬ」の東京公演千秋楽をもって、宝塚歌劇団を退団。
  - 在団中は、阪急交通社の「トラッピックス」のイメージガールを務めていた。以降、トップ娘役クラスの生徒が代々イメージガールを務めている。

## 宝塚歌劇団時代の主な舞台歴
- 1988年5月、「南の哀愁／ビバ!シバ!」新人公演：ナイヤ（本役：こだま愛） ＊新人公演初ヒロイン
- 1988年9月、「サウンド・オブ・ミュージック」（バウ）リーズル
- 1988年11月、「恋と霧笛と銀時計／レインボー・シャワー」新人公演：初菊（本役：紫とも）
- 1989年2月、「赤と黒」（バウ）フェルバック元帥夫人
- 1989年5月、「新源氏物語／ザ・ドリーマー」雲井の雁、新人公演：紫の上（本役：朝凪鈴）
- 1989年11月、「天使の微笑・悪魔の涙／レッド・ホット・ラブ」新人公演：ミッチィ（本役：羽根知里）
- 1990年2月、「大いなる遺産／ザ・モダーン」新人公演：クララ（本役：紫とも）
- 1990年8月、「川霧の橋／ル・ポアゾン 愛の媚薬」お千代、新人公演：お組（本役：朝凪鈴）
- 1990年10月、「天使の微笑・悪魔の涙／レッド・ホット・ラブ」（全国ツアー）ミッチィ
- 1991年3月、「ベルサイユのばら -オスカル編-」カメリア／小公女、新人公演：ロザリー（本役：朝凪鈴）
- 1991年9月、「銀の狼／ブレイク・ザ・ボーダー!」新人公演：ジャンヌ（本役：紫とも）
- 1991年11月、「たとえばそれは瞳の中の嵐のように」（バウ）ジュン　＊バウ初ヒロイン
- 1992年1月、「珈琲カルナバル／夢・フラグランス」シンシア、新人公演：ベアトリス（本役：麻乃佳世） ＊新人公演ヒロイン
- 1992年2月、「カウントダウン!」（東京特別・名古屋特別）リンダ
- 1992年7月、「PUCK／メモリーズ・オブ・ユー -懐かしき時代・美しき人々-」トレーシー、新人公演：タイターニア（本役：羽根知里）
- 1992年9月、「珈琲カルナバル／夢・フラグランス」（全国ツアー）シンシア
- 1993年1月、「マンハッタン物語」（バウ・東京特別・名古屋特別）ミス・ミズリー
- 1993年4月、「グランドホテル／BROADWAY BOYS」新人公演：トッツィ（本役：舞希彩）
- 1993年11月、「夢の10セント銀貨」（バウ・東京特別・名古屋特別）テシー
- 1994年1月、「風と共に去りぬ」ファニー、新人公演：エルシング夫人（本役：梨花ますみ） ＊退団公演